# معركه مجالي
هي معركه وقعت بين إماره سيل عرعر و يقودها صبيح بن ظويف الرشيد و ابوه ظويف الكبير الرشيد ضد إيران و يدعموها بعض القوات و حدثت المعركه في الحدود الإرانيه العراقيه و سبب التسميه بمجالي لأن رجل في المعركه قال مجالي يعني أهربوا أو اجلوا

خريطه إيران و توضح مكان المعركه في الجهه الغربيه

1. ↑  "معاهدة جدة 1927 : صفحة في العلاقات السعودية البريطانية". مجلة معهد البحوث والدراسات العربية. ج. 22 ع. 26: 0–0. 1 ديسمبر 1996. DOI:10.21608/iars.1996.201285. ISSN:2805-3249.

مقتل الحميدي بن باشا الجربا
كان عمر حميد الرشيد في المعركه 16 سنه و في المعركه تقاتلوا الجيشين و ناظر حميد الى الحميدي و بقى يناظره حتى مسكه و طرحه من فرسه و قتله
1. ↑  العزاوي, عباس (2004). تاريخ قبائل العراق (بالعربيع) (4 ed.). العراق: الدار العربيه للموسوعات. Vol. 1.{{استشهاد بكتاب}}:  صيانة الاستشهاد: التاريخ والسنة (link) صيانة الاستشهاد: لغة غير مدعومة (link)